# Bismarckturm (Scheersberg)

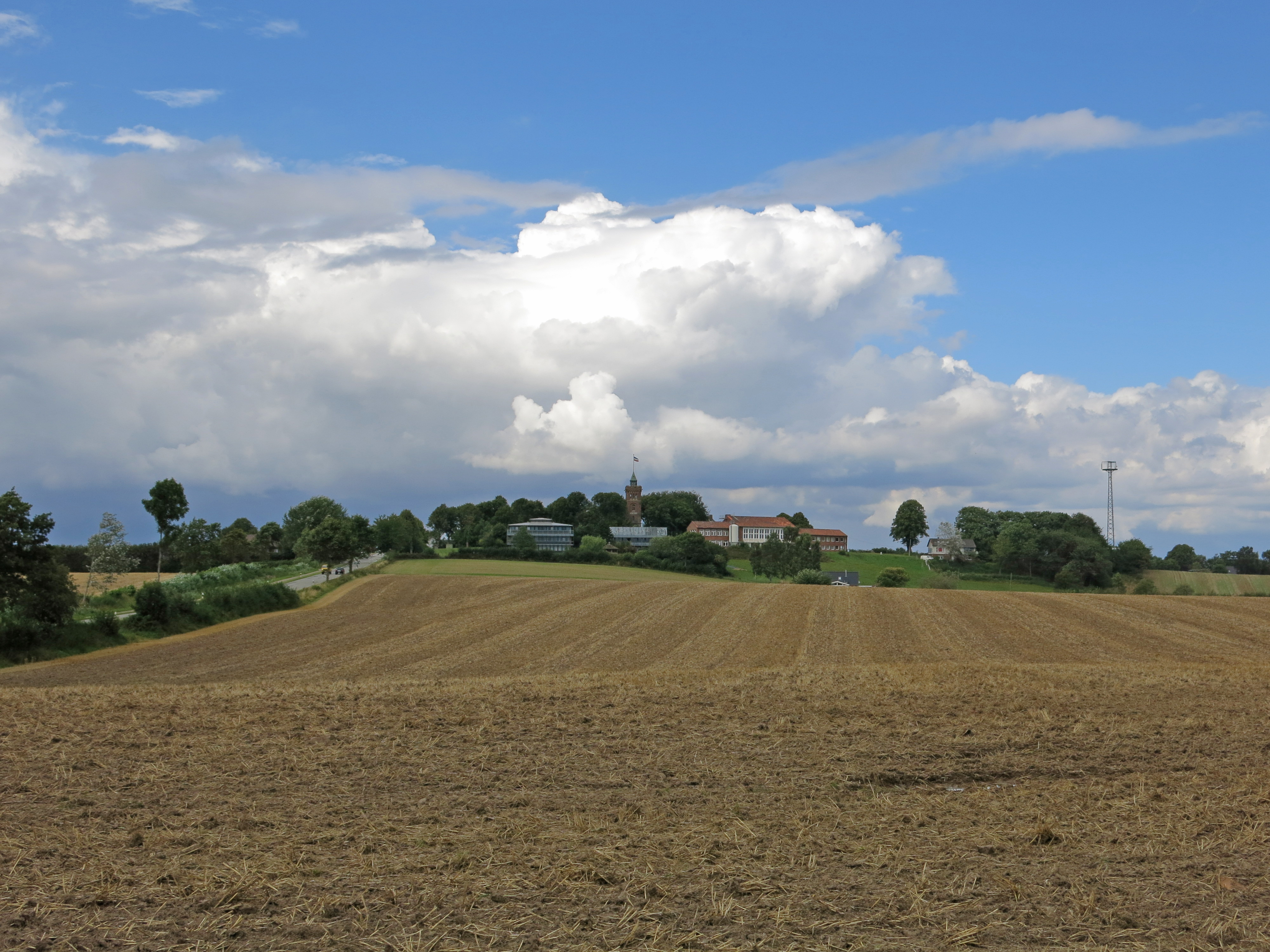
Der Scheersberg von Süden

Der Turm auf dem Scheersberg in Schleswig-Holstein ist ein Bismarckturm der als Bismarckdenkmal und Aussichtsturm errichtet wurde. Scheersberg gehört zu der im Jahr 2013 neu gegliederten Gemeinde Steinbergkirche.

## Geschichte
Im Jahre 1899 wurde mit der Planung eines Turmes im neugotischen Stil zu Ehren des im Vorjahr verstorbenen ehemaligen Reichskanzlers Otto von Bismarck auf dem Scheersberg begonnen. Im Jahre 1900 war die Finanzierung durch Spenden gesichert und die Grundsteinlegung erfolgte. Bei der Spendeneinwerbung für den Bismarckturm waren die 373 Namenssteine, die im ganzen Turm eingebaut sind, besonders effektiv. Steine der Grabkammer eines an der Stelle befindlichen Hügelgrabes Räveshoi (Rabenhügel) wurden nach Abtragen des Grabes im Fundament des Turmes verwendet. Die Einweihungsfeier des vom Architekten Alexander Wilhelm Prale gestalteten Turmes fand schließlich am 5. Juni 1903 statt.

## Bauwerk
Das Bauwerk des Bismarckturm ist einschließlich Fahnenmastspitze 32,3 Meter hoch, die Gesamthöhe über NN wird mit 102 m angegeben. Die Aussichtsplattform befindet sich lt. Prospekt in 18,30 Metern Höhe. Er ist im Besitz des Kreises Schleswig-Flensburg und wird von einem ehrenamtlichen Turmausschuss verwaltet.

### Kunst am Bau
Das Eingangsportal ist ausgebildet als vorgesetztes Stufengiebelgewände. Über diesem Eingangsportal befindet sich eine Marmortafel mit Inschrift und oberhalb eine 85 cm hohe Halbbüste als Bronzerelief von Bismarck mit Eichenlaub und Schleife, hergestellt von der Metallwarenmanufaktur Schäffer & Walcker Aktiengesellschaft aus Berlin.
Im aufgehenden Turmmauerwerk wurde ein angedeuteter Torbogen ausgebildet unter dem sich in der Abmauerung situiert eine Rosette mit stilisiertem Preußischen Wappenschild befindet (mit gravierenden Verwitterungsschäden an der Steinmetzrosette und wenig fachmännisch ausgeführten Ausfugungen (weiß) im Denkmalschutzverständnis).

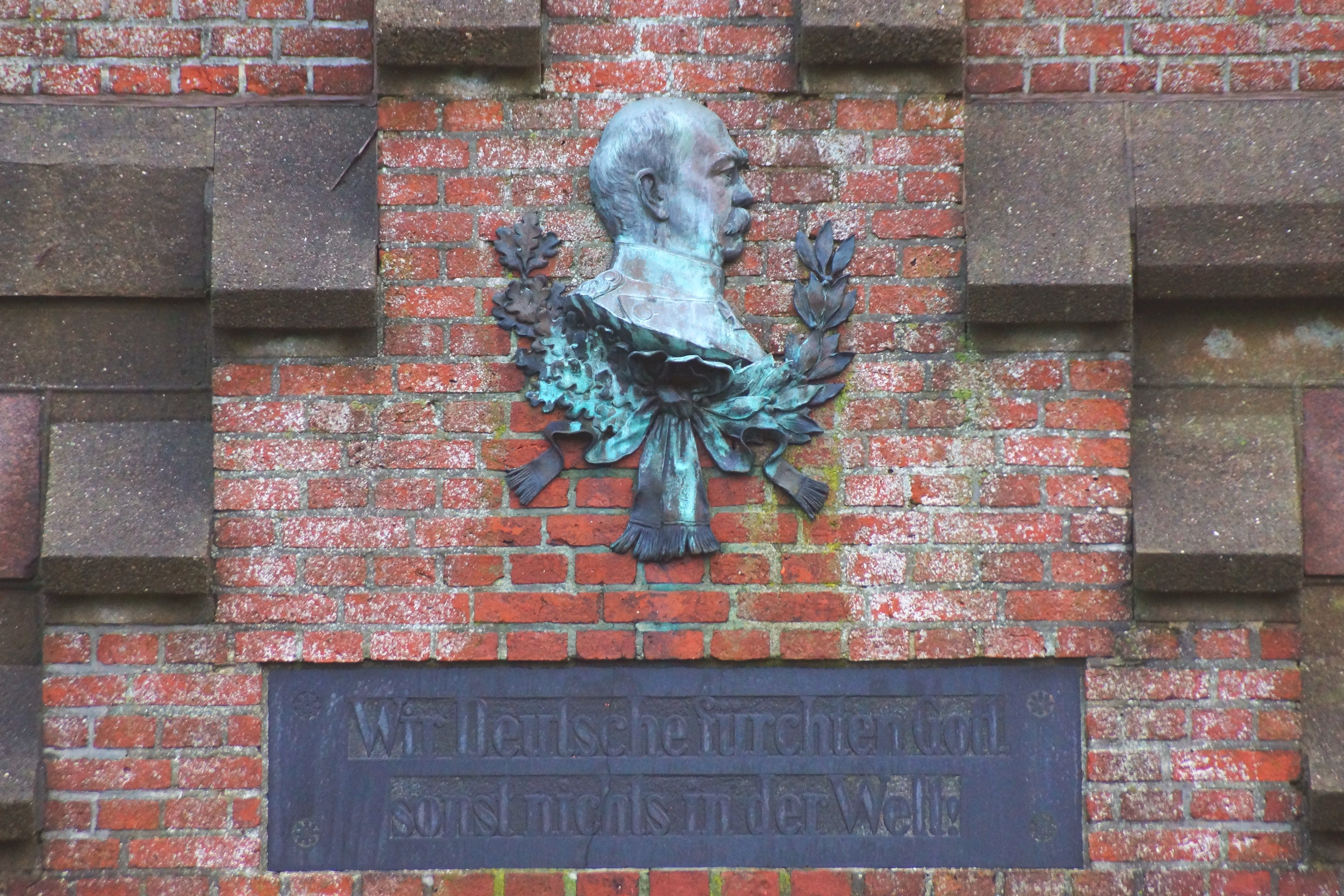
Halbbüste über Eingangsportal: Bronzerelief von Otto von Bismarck
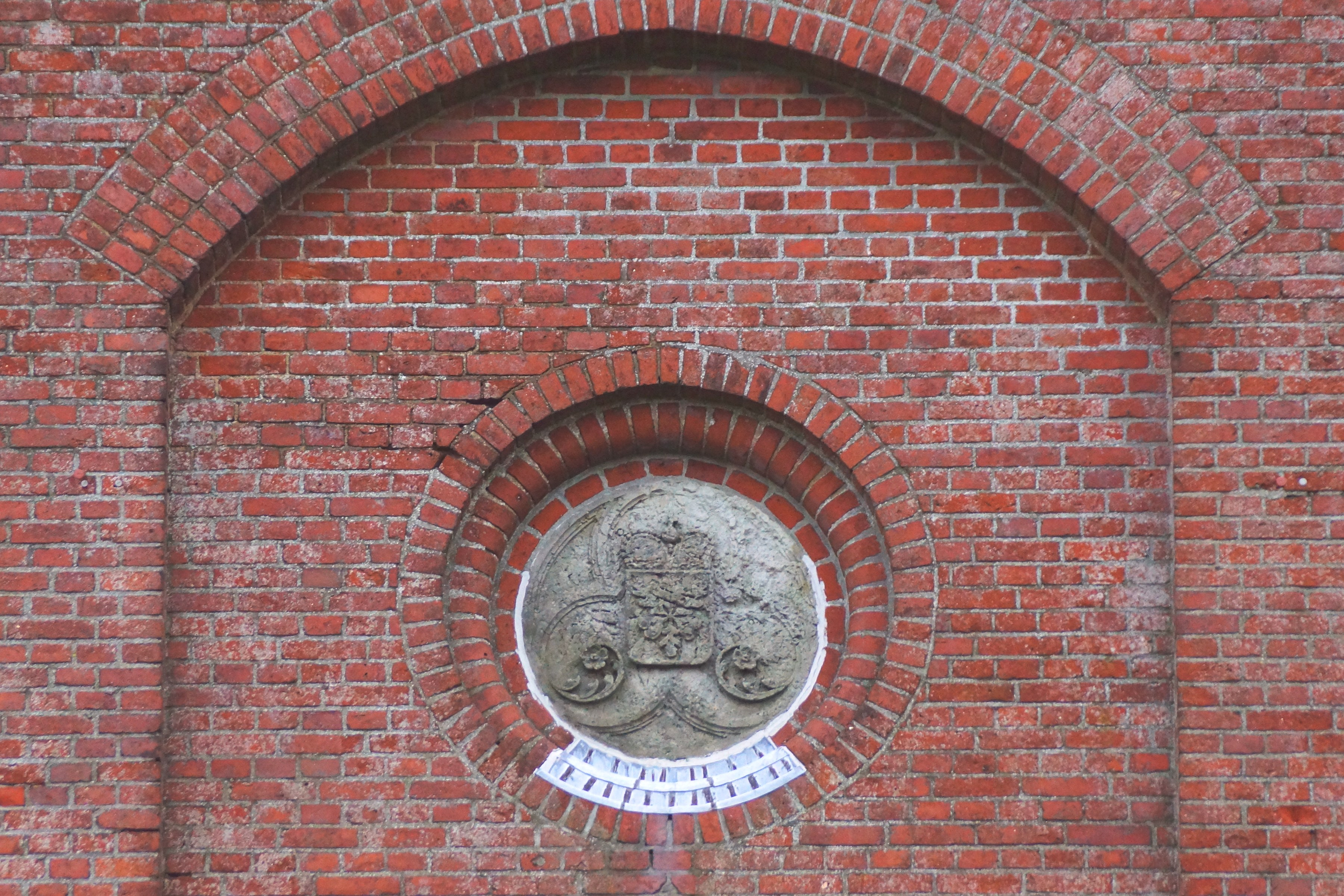
Steinmetz-Rosette mit stilisiertem Wappen

### Bauliche Sanierung
Vom Oktober 2014 bis zur Wiedereröffnung im September 2018 war der Turm wegen baulicher Mängel, u. a. Korrosionsschäden an tragenden Bauteilen und notwendigen Sanierungsarbeiten aus Sicherheitsgründen für die Öffentlichkeit gesperrt. Die Sanierung soll rund 600.000 Euro gekostet haben. Vor der kompletten Turmsanierung war das Dach provisorisch abgedichtet worden um weitere Schäden zu vermeiden.
Im Sommer 2017 begannen die umfangreichen baulichen Sanierungsarbeiten und parallel auch nötige Restaurierungsmaßnahmen. Diese Arbeiten wurden im August 2018 abgeschlossen.

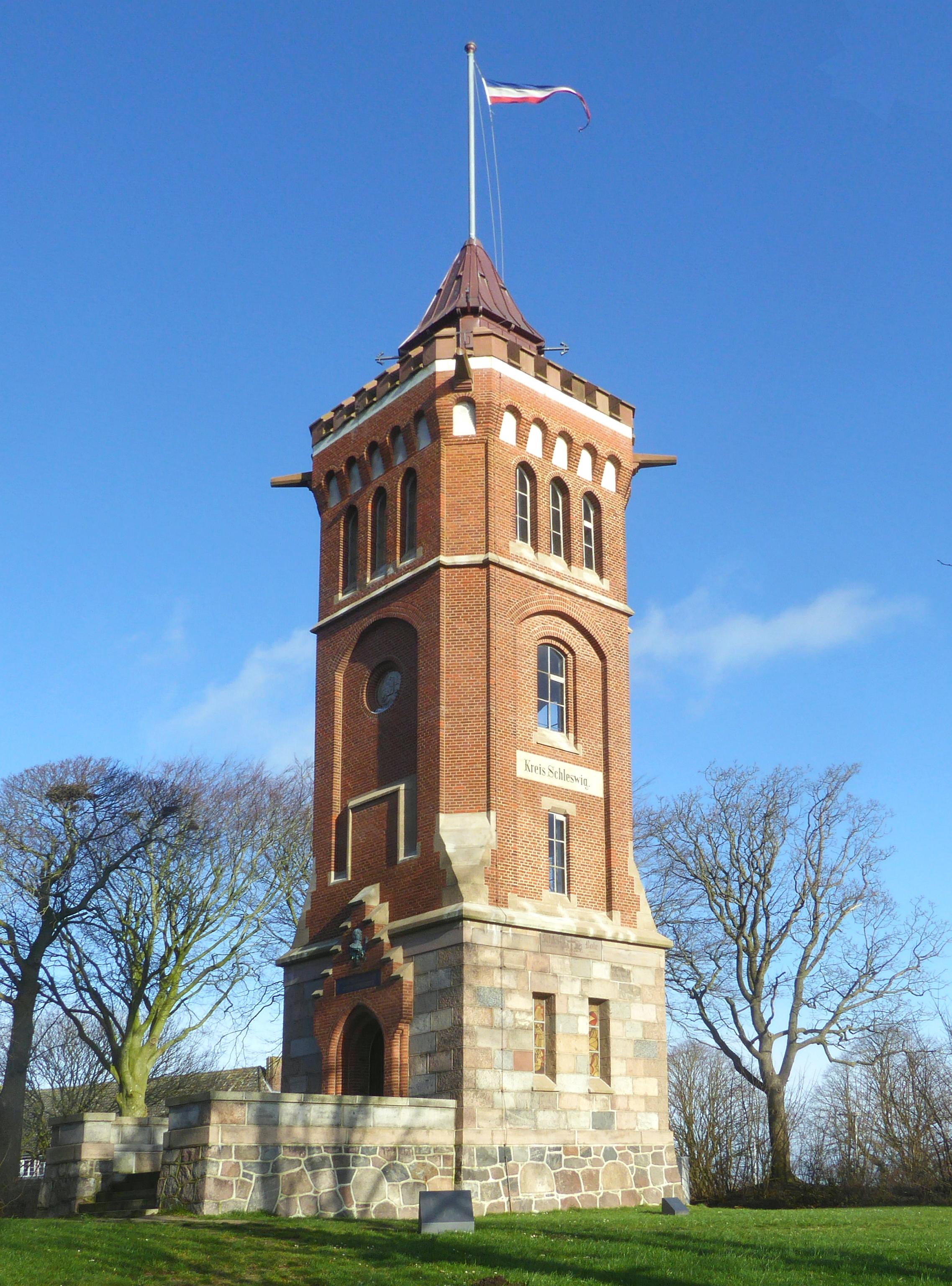
Der Bismarckturm nach den Sanierungsarbeiten (Foto 2020)

Am 21. September 2018 wurde der Bismarckturm wieder eröffnet. Noch vor der Wiedereröffnung und nach Beendigung der Sanierungsarbeiten wurden die Ausstellungsstücke im Turm durch eine neu erarbeitete Dauerausstellung ergänzt, die unter der Leitung des Historikers Robert Bohn vom Institut für schleswig-holsteinische Zeit- und Regionalgeschichte, Europa-Universität Flensburg entstanden ist. Die Ausstellung erlaubt auf vier Stockwerken einen Blick auf schleswig-holsteinische Geschichte seit 1848.
Durch die gemeinsamen Bemühungen um die Instandsetzungsarbeiten zum Erhalt des Bismarckturms durch die Gemeinde Steinbergkirche, das Amt Geltinger Bucht, den Kreis Schleswig-Flensburg, das Landesministerium für Bildung, Wissenschaft und Kultur sowie die Institution Internationale Bildungsstätte Jugendhof Scheersberg konnte der Turm wiedereröffnet und ein neues Kapitel aufgeschlagen werden. Der Turm ist zur Winterzeit geschlossen; die Öffnungszeiten liegen in der Regel zwischen März und den Herbstferien.

## Wahrzeichenstatus
1982 wurde der Turm zum zentralen Element des Wappens von Quern. Der Turm gilt als ein Wahrzeichen Angelns.

## Nahe gelegene Bismarckdenkmale
Die Ehrung Bismarcks war auch für die Region nichts völlig Neues. Am 1. April 1900, dem Jahr der Grundsteinlegung des Bismarckturmes, wurde schon im nahegelegenen Husby ein Bismarckdenkmal in Form eines Gedenksteines eingeweiht. Noch bevor der Bismarckturm im Juni 1903 eingeweiht wurde, war am 1. April 1903 im nicht weit entfernten Flensburg auf dem Südermarkt ein Bismarckbrunnen eingeweiht worden, der aber heute nicht mehr besteht. Die in Flensburg existierende Bismarckstraße erhielt ihren Namen erst im Jahr 1907.